# Vanessa Wagner (actrice)
Pour les articles homonymes, voir Vanessa Wagner et Wagner.
Vanessa Wagner est une actrice française née le 9 août 1974 à Vernon.

## Biographie
Elle a commencé sa carrière à 14 ans dans Le Bal du gouverneur de Marie-France Pisier avec Kristin Scott Thomas. Elle est par ailleurs la maman d'un petit garçon Sasha.
Elle apparaît pour la première fois dans l'épisode 3 de la saison 4 « Caro, ma sœur » de la série à succès Sous le soleil en 1998 incarnant le personnage de Lisa Drancourt. Rôle qu'elle a tenu durant un an.

## Filmographie
- 1990 : Le Bal du gouverneur film de Marie-France Pisier : Théa Forestier
- 1991 : Sissi la valse des cœurs film  de Christoph Böll : Sissi
- 1992 : Maria des Eaux-Vives téléfilm de Robert Mazoyer : Isabelle
- 1994: Douche anglaise téléfilm de David Pharao
- 1997 : Pour être libre (série télévisée) : Éva
- 1997 : Les Vacances de l'amour (série télévisée, AB production) : L'amour est aveugle Saison 3 épisode 7 : Juliette, une jeune aveugle qui tombe amoureuse de José.
- 1998 : Sous le soleil (série télévisée) : Lisa Drancourt en 1998-1999 et un épisode en 2003
- 2000 : H (sitcom) : Une histoire de paternité (saison 3, épisode 2) : thérapeute des Alcooliques Anonymes